# Ibex Energy
 (février 2025).
Motif : Où sont les sources permettant de démontrer l'admissibilité de cette entreprise sur Wikipédia ?
- Archive Wikiwix
- Bing
- Cairn
- DuckDuckGo
- E. Universalis
- Gallica
- Google
- G. Books
- G. News
- G. Scholar
- Persée
- Qwant
- (zh) Baidu
- (ru) Yandex
- (wd) trouver des œuvres sur Wikidata

| 1. | Préciser le motif de la pose du bandeau. | Précisez le motif de la pose du bandeau en utilisant la syntaxe suivante : {{admissibilité à vérifier\|date=mars 2025\|motif=remplacez ce texte par le motif}}                   |
| 2. | Informer les utilisateurs concernés.     | Pensez à avertir le créateur de l'article, par exemple, en insérant le code ci-dessous sur sa page de discussion : {{subst:avertissement admissibilité à vérifier\|Ibex Energy}} |

Pour les articles homonymes, voir Ibex.
La société Ibex Energy dirigée par l'homme d'affaires français Jean Paul Cayre. Elle se trouva au centre du volet français de l'affaire pétrole contre nourriture, vaste opération de contournement de l'embargo de l'ONU sur le pétrole irakien.

## L'affaire de l'Essex
Ibex Energy aurait participé à une fraude portant sur 500 000 barils de pétrole irakien, en 2001, en association avec la compagnie de courtage Trafigura. Le pétrole avait été chargé en surplus à bord du supertanker Essex. L'Essex fut intercepté par les autorités américaines au larges des Antilles.
Le 25 mai 2006, devant le tribunal de Houston (Texas), Trafigura a plaidé coupable et reconnu avoir violé la loi fédérale américaine et l’embargo des Nations unies dans le cadre du programme “ Pétrole contre nourriture ”.